# Lara Croft: Relic Run
Lara Croft: Relic Run es un videojuego de plataformas del tipo carrera infinita para plataformas móviles. Fue codesarrollado por Simutronics, Cristal Dynamics  y publicado por Square Enix en mayo de 2015. Los jugadores se ponen en la piel de Lara Croft cuando  busca a un colega perdido y se enfrenta a una siniestra conspiración.
Este videojuego es parte de la exitosa franquicia de Tomb Raider. Desarrollado como una evolución del género de carrera sin fin que se popularizó con el juego Temple Run. 

## Gameplay
El jugador controla a Lara Croft, protagonista principal de Tomb Raider. El gameplay es muy similar a Temple Run: Lara corre por varios paisajes, acumulando una puntuación según la distancia. Los controles táctiles son arriba, abajo o a los lados. Si Lara choca con un obstáculo, fin de la carrera, a no ser que utilice un Ankh. Lara debe esquivar obstáculos naturales y trampas deliberadas. La dificultad y frecuencia de los obstáculos y las trampas aumenta con la distancia. Lara puede hacer parkour o luchar contra enemigos en algunos momentos del juego. También hay tramos donde se conducen vehículos como un quad o una moto. Hay jefes finales conocidos de la saga como el Tyrannosaurus en la etapa de la Jungla.
Las monedas recogidas sirven para comprar ropa nueva, bonificaciones y armas. Un medidor en la esquina izquierda superior de la pantalla indica el nivel de bonus. Una vez lleno, una Reliquia aparecerá, y Lara tiene que recogerla. Cada etapa tiene un conjunto objetivos. Los jugadores con una cuenta de Facebook pueden comparar sus puntuaciones o enviarse maldiciones, las cuales distorsionan el juego  (como crear un efecto de visión túnel o pixelado) por un tiempo limitado. Si un jugador sobrevive a la Maldición es premiado con monedas y la oportunidad de enviar una Maldición al otro jugador. El juego es gratis, pero los jugadores pueden obtener ventajas haciendo compras en la aplicación.

## Premisa
Pone poco después de la historia contada en Lara Croft y el Templo de Osiris, el juego sigue a Lara cuando  emprende la búsqueda del arqueólogo y amigo Carter Bell. En su búsqueda, ella descubre una conspiración mundial. Las reliquias que recoge la revelan pistas de la historia.

## Desarrollo
el equipo quiso retener capacidades claves de la serie Tomb Raider, específicamente sus capacidades acrobáticas y los segmentos de combate. Los jefes finales, como el Tyrannosaurus, fueron incluidos para dar al juego un tono más fantástico, opuesto al realismo y oscuridad del reboot de 2013.
Cristal Dynamics trabajó estrechamente con Simutronics para diseñar el juego, asegurando que sería fiel a la serie a pesar de su carácter de spin-off. Al ser un juego para móviles se ha pretendido apelar a una audiencia más amplia.  Fue liberado en mayo de 2015 para Androide, iOS y Teléfono de Windows 8.

## Recepción
La versión de Android del juego ha sido instalada más de 10 millones de veces.